# К-148 «Краснодар»
К-148 «Краснодар» — первый советский и российский атомный подводный ракетоносный крейсер проекта 949А «Антей». Входил в состав Северного флота.

## История
Заложен на «Севмаше» 22 июля 1982 года как крейсерская подводная лодка. 19 марта 1983 года корабль был официально зачислен в списки кораблей ВМФ СССР.
3 марта 1985 года состоялся спуск корабля на воду.
В 1986 году были завершены государственные испытания, 5 ноября того же года корабль вошёл в состав 11-й ДиПЛ 1-й ФлПЛ Северного флота. За время службы 4 раза выходил на боевое дежурство в Атлантику и Средиземное море.
3 июня 1992 года переклассифицирована в атомный подводный крейсер. В 1992 году получен приз главкома ВМФ «За ракетную стрельбу».
Весной 1993 года получил название «Краснодар». В 1996 году выведен из боевого состава Северного флота. 28 июля 1998 года был выведен из состава ВМФ.
Средства на утилизацию выделили США и Италия. Среди советских АПЛ десятилетиями находившихся в отстое, будет утилизирована одной из последних.

## Происшествия
17 марта 2014 года на заводе «Нерпа» при выполнении работ по утилизации произошло возгорание, в результате чего никто не пострадал. Ядерного топлива на борту в момент возгорания не было.